# Domein Luciebos

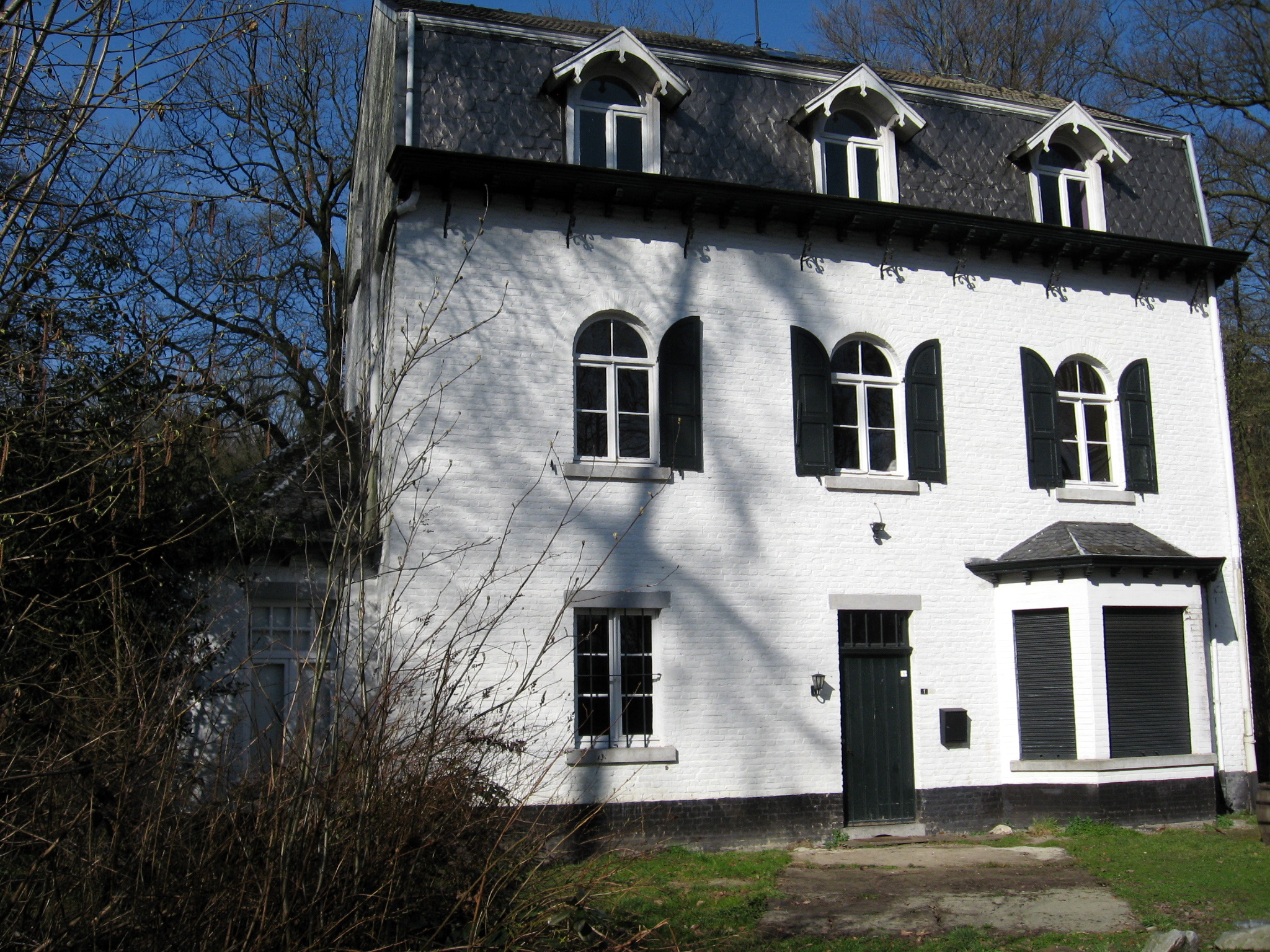
Herenhuis aan Luciebos 1

Het Domein Luciebos is een landgoed ten oosten van Houthalen-Oost in de gemeente Houthalen-Helchteren in de Belgische provincie Limburg. Het landgoed ligt onmiddellijk ten westen van de terril van de steenkoolmijn van Zwartberg.

## Geschiedenis
Alhoewel Luciebos sinds de aanleg in 1874 steeds in handen is gebleven van dezelfde familie (Bidlot-)Thorn, zijn er weinig historische gegevens beschikbaar.
Omstreeks 1870 was luitenant-generaal Emile Thorn (1838-1910) in de streek rond Meeuwen en Wijshagen voor geodetische opmetingen om de heide in kaart te brengen. Hij kocht op 17 april 1874 64 ha heidegrond. Emile Thorn was een kleinzoon van senator Jean-Baptiste Thorn. De familie Thorn stamde uit het Ardense Marche-en-Famenne en verbleef zoals hun afstammelingen en aangetrouwde familie Bidlot veelal in Luik. Het domein in Houthalen werd hun buitenverblijf. In 1880 voegde Thorn aan het oorspronkelijke domein nog eens 33 hectare onder Meeuwen toe. Later werden deze eigendommen uitgebreid tot ongeveer 250 hectare. Daar Thorn gehuwd was met Lucie Roberti (1847-1927), kreeg het domein de naam "Luciebois" of "Luciebos".
In 1874 was het goed nog volledig bedekt met heide. Van latere datum dateert de praktisch volledige bebossing. Thorn legde vijvers aan en liet een kleine villa (de achterbouw van Luciebos nummer 1) en enkele woningen optrekken, bijvoorbeeld Forelstraat nummers 2, 6 en 7, alsook Zalmstraat nummer 8, thans verbouwde witgeschilderde langgestrekte hoevetjes en een woning van twee bouwlagen onder zadeldaken, uit de periode 1900-1930.
De enkele oude wintereiken die nu nog op Luciebos voorkomen, waren zeker reeds aanwezig in 1874. De eerste verkennende boringen voor de ontdekking van de Limburgse steenkool werden uitgevoerd vanop dit landgoed, zoals op oude foto's te zien is. Er waren regelmatig overstromingen op het domein, ten gevolge van de mijnverzakkingen veroorzaakt door de naburige mijn van Zwartberg.
In 1924 werd nog een kasteeltje gebouwd. Dit is tegenwoordig te vinden aan Luciebos 4.
Het landgoed wordt nog steeds bewoond door nazaten van de familie Thorn. Het is particulier domein en niet toegankelijk.

## Mijnbouw
Van belang is dat op dit landgoed de eerste proefboringen naar het voorkomen van steenkool in de Limburgse Kempen plaatsvonden.
In 1904 heeft men op dit domein een voorwerp uit durietsteen ontdekt. Dit werd geschonken aan het Musée Curtius te Luik, alwaar het bekendstaat als le casse tête de Zwartberg.
Ten noorden van het Domein Luciebos lag het Domein Masy, dat werd gebouwd door mijningenieur Théodore Masy, die net zoals luitenant-generaal Emile Thorn een van de concessiehouders van de steenkoolmijn van Zwartberg was. Het was op aanraden van Thorn dat Masy heidegronden in de streek aankocht, die later de basis voor het Domein Masy vormden.